# 235615 Rosromkondratyuk
235615 Rosromkondratyuk è un asteroide della fascia principale. Scoperto nel 2004, presenta un'orbita caratterizzata da un semiasse maggiore pari a 2,725575 UA e da un'eccentricità di 0,172536, inclinata di 29,951013° rispetto all'eclittica. Ha un diametro di 4,127 km, un periodo di rotazione di 4,1 ore e un'albedo di 0,079.